# Hubert Lampo
Hubert Lampo (Amberes, 1 de septiembre de 1920 - 12 de julio de 2006) fue un escritor belga, uno de los fundadores del realismo mágico en Flandes.

### Prosa
- 1943 - Don Juan en de laatste nimf
- 1945 - Hélène Defraye
- 1947 - Triptiek van de onvervulde liefde
- 1948 - De ruiter op de wolken
- 1951 - Idomeneia en de Centaur (con Ben van Eysselstein)
- 1952 - Belofte aan Rachel
- 1953 - Terugkeer naar Atlantis
- 1953 - Het zwarte sterrenbeeld. Een radiophonisch treurspel, toneel
- 1955 - De duivel en de maagd
- 1955 - Jan Vaerten, monografie
- 1959 - De geliefden van Falun, schooluitgave
- 1960 - De komst van Joachim Stiller (El advenimiento de Joachim Stiller. Traducción de Roser Misiego; Barcelona: Destino, 1981)
- 1962 - Hermione betrapt
- 1964 - Dochters van Lemurië
- 1967 - De heks en de archeoloog
- 1969 - De goden moeten hun getal hebben
- 1971 - Omnibus
- 1972 - De vingerafdrukken van Brahma
- 1976 - Een geur van sandelhout
- 1976 - De prins van Magonia
- 1977 - De verzoeking
- 1978 - De engel en de juke-box
- 1979 - De geboorte van een god
- 1979 - Verhalen uit nomansland
- 1980 - Wijlen Sarah Silbermann
- 1983 - Zeg maar Judith
- 1983 - Omnibus - De Antwerpse romans
- 1985 - Het Graalboek
- 1985 - De Eerste Sneeuw van het Jaar
- 1986 - De Verhalen
- 1988 - Oorlogsjaren
- 1988 - De Man die Onderdook en andere verhalen
- 1989 - De Elfenkoningin
- 1990 - De Verdwaalde Carnavalsvierder
- 1991 - De Man die van Nergens Kwam
- 1992 - Schemertijdmuziek
- 1994 - De Geheime Academie
- 1995 - De magische wereld van Hubert Lampo. Zijn beste verhalen
- 2000 - Innerlijke Domeinen
- 2003 - Heimwee Naar De Sterren

### Ensayo
- 1943 - De jeugd als inspiratiebron
- 1950 - De Vlaamse steden
- 1951 - De roman van een roman (sobre Alain-Fournier)
- 1952 - Marstboom (con J. Trouillard)
- 1954 - Jan Vaerten
- 1957 - Toen Herakles spitte en Kirke spon zijnde het verhaal van Charles-Joseph de Grave en zijn "Republique des Champs Elysées" waarin bewezen wordt dat Plato's Atlantis in de Nederlanden gelegen was
- 1957 - Lode Zielens
- 1960 - Joris Minne, beeldhouwer
- 1961 - Felix Timmermans 1886-1947
- 1965 - Lod. de Maeyer
- 1966 - Armand Boni. Van literair grisaille tot episch fenomeen
- 1967 - De ring van Moebius I
- 1967 - De draad van Ariadne (autobiografía)
- 1970 - Er is méér Horatio... (con Robin Hannelore)
- 1972 - De zwanen van Stonehenge (libro de lectura sobre el realismo mágico)
- 1972 - De ring van Moebius 2
- 1972 - Felix Timmermans; mens, schrijver, schilder, tekenaar
- 1974 - Grobbendonkse brieven (con Robin Hannelore)
- 1975 - De kroniek van Madoc
- 1975 - De neus van Cleopatra
- 1975 - Lod. de Maeyer, asceet, alchemist, kunstschilder
- 1978 - Joachim Stiller en ik
- 1980 - Dialogen met mijn Olivetti
- 1985 - Arthur (con fotos de Pieter Paul Koster)
- 1988 - Terug naar Stonehenge (un "libro de ensueño realista mágico")
- 1993 - De wortels van de verbeelding